# Laima Vaikule
Laima Vaikule, latvijska igralka, pevka, režiserka in koreografinja, 31. marec 1954, Cēsis, Sovjetska zveza.
Najbolj je znana v Evropi in državah nekdanje Sovjetske zveze po popularnih hitih, kot sta "Vernisage" and "Charlie". Je nosilka Reda prijateljstva.

## Življenjepis
Laima Vaikule se je rodila 31. marca 1954 v mestu Cēsis v Latviji. Ko je bila stara tri leta se je s starši preselila v Rigo. Mlada Laima se je rada ukvarjala z glasbo in plesom. Leta 1966, ko je bila stara 12 let, se je udeležila tekmovanja za mlade pevce in tam vzbudila pozornost. Med letoma 1970 in 1973 je študirala zdravstveno nego na medicinskem kolidžu v Rigi, v tem času pa je tudi pela v glasbeni skupini. Sčasoma je postala glavna pevka v lokalni glasbeni skupini v Rigi in tako več let ponoči pela v lokalnih klubih in restavracijah. V 80. letih je študirala igro in režijo na Državnem inštitutu za gledališke umetnosti (GITIS) v Moskvi in po koncu študija postala igralka in režiserka.
Leta 1985 je Laima izdala svoj prvi hit v Sovjetski zvezi. Od leta 1986 je Vaikule sodelovala s popularnim latvijskim skladateljem, Raimondsom Paulsom in ruskim pesnikom Iljem Reznikom, ki je ustvaril hite, kot so "Vernisage", "Charlie" in "Skripach na kryshe". Skupaj z Raimondsom Paulsom je soorganizatorica Festivala popularne glasbe Jurmala. V 80. in 90. letih se je Vaikule redno udeleževala mednarodnih glasbenih tekmovanj in festivalov po Evropi. Leta 1987 je na festivalu "Bratislavská Lýra, 87" v Bratislavi prejela nagrado Golden Lyra. Leta 1992 je bila gostujoča pevka in voditeljica festivala "Jurmala 92", poleg drugih tekmovanj in festivalov pa se je udeleila tudi festivala "AU music world" v Monaku. Leta 1996 je za posebne prispevke h glasbi in kulturi Latvije prejela naziv Narodne igralke Latvije.
Leta 2018 je v intervjuju za ukrajinske medije, ko je bila vprašana o ruski aneksiji Krima, dejala, da ne bo šla na Krim, ne glede na višino honorarja in dodala, da je prebivalka Evropske unije in ji ni treba potovati tja. Njene izjave je kritiziral ruski senator Aleksej Puškov in nekaj kulturnikov. Kasneje je gostovala na ruski državni televiziji, kjer je dejala, da je bil njen odgovor napačno razumljen in da je s tem mislila, da ji potovanje na Krim preprečujejo zakoni, ne pa, da si ne bi želela nastopiti tam. Na voditeljevo vprašanje, če bi nastopila na Krimu, če ji latvijsko pravo ne bi tega preprečevalo, je dejala, da bi.
Laima Vaikule trenutno prebiva in deluje v Rigi, v lasti pa ima tudi hišo v Moskvi.
Je aktivistka za pravice živali in vegetarijanka.

## Znane skladbe
- It's Not Evening Yet
- Yellow Leaves
- Vernisage
- What Does the Pianist Play
- Fiddler On the Roof
- Charlie
- On Piccadilly Street

## Nagrade
| Nagrade                        | Nagrade                                              | Nagrade                            |
| World Music Awards             | World Music Awards                                   | World Music Awards                 |
| ------------------------------ | ---------------------------------------------------- | ---------------------------------- |
| Predhodnik: 1992 Oleg Gazmanov | Najbolje prodajana ruska umetnica 1993 Laima Vaikule | Naslednik: 1994 Aleksander Malinin |